# Lovin on Me
«Lovin on Me» es una canción del rapero estadounidense Jack Harlow . Fue lanzada el 10 de noviembre de 2023 a través de Generation Now y Atlantic Records. Fue escrita por Harlow y los productores Oz, Sean Momberger, Nik D, Nickie Jon Pabón y Reginald Nelton. La canción usa de sample «Whatever (Bass Soliloquy)» de Cadillac Dale, lanzada en 1995. Antes de su lanzamiento, un fragmento de la canción se volvió viral en TikTok . El vídeo musical oficial de la canción fue lanzado el mismo día.

## Antecedentes y lanzamiento
Harlow mostró un preview de su siguiente sencillo en noviembre de 2023, a través TikTok, que se volvió viral. El 6 de noviembre, anunció que dicha canción se lanzaría más adelante.El anuncio también vino con la noticia de que Harlow se embarcaría en una gira pequeña en su estado natal de Kentucky, él cual solo visitaría 6 ciudades.
El sencillo fue acompañado en su estreno con un vídeo musical estrenado el 10 de noviembre de 2023, declarando que ha comenzado "una nueva era" en su carrera.

## Composición y letra
«Lovin on Me» es una pista de pop-rap.Muestra la canción de R&B «Whatever (Bass Soliloquy)» de Cadillac Dale, reutilizando su estribillo.
Líricamente, el sencillo comienza con "Soy un bebé vainilla / Te estrangularé, pero no soy un bebé asesino".En sus versos, Harlow rapea coquetamente hacia un amante potencial.

## Video musical
Dirigido por Aidan Cullen, se lanzó el vídeo musical con el sencillo. Luciendo un vestuario de color salmón y sobre fondos multicolores, Harlow aparece vistiendo una camiseta de Wu-Tang Clan, una camiseta de fútbol de Haunted Starbucks y pantalones deportivos de New Balance. También se le ve bailando con sus amigos y abrazando a un cachorro.

## Recepción de la crítica
El sencillo recibió críticas positivas por parte de Hershal Pandya de Vulture, quien escribió que la canción es un gusano que entra por el oído, afirmando que "Harlow se aprovecha de la percusión hippie de la canción con carismática facilidad". Comparándolo con el ritmo vintaje de Too $hort, Pandya agregó que el vídeo musical que acompaña al sencillo estaba "repleto de todos los 'Harlow-ismos' por excelencia que lo convierten en una figura tan divisiva", incluidos "compases que pueden ser gemidos", "hacer algo tan molesto para la marca como abrazar a un cachorro", "un flujo sorprendentemente ágil y una selección de ritmos impecable".

## Desempeño comercial
«Lovin on Me» debutó en el número dos del Billboard Hot 100 y alcanzó el número uno la semana siguiente. Es el tercer número uno y el segundo en solitario de Harlow en el territorio, así como su cuarto top cinco en general.

## Historial de lanzamientos
| Región         | Fecha                   | Formato(s)                   | Etiqueta | Ref.   |
| -------------- | ----------------------- | ---------------------------- | -------- | ------ |
| Italia         | 10 de noviembre de 2023 | Radio de éxito contemporáneo | Warner   | [ 13 ] |
| Estados Unidos | enero 2024              | CD                           | Warner   | [ 14 ] |